# Sandra Douglas
Sandra Marie Douglas (née le 22 avril 1967 à Manchester) est une athlète britannique spécialiste du 400 mètres. Elle obtient sa médaille de bronze olympique lors du relais 4 × 400 mètres.

## Carrière

### Palmarès
| Date | Compétition           | Lieu      | Résultat | Performance   |
| ---- | --------------------- | --------- | -------- | ------------- |
| 1992 | Jeux olympiques d'été | Barcelone | 3e       | 3 min 24 s 23 |

### Records
| Épreuve    | Performance | Lieu      | Date      |
| ---------- | ----------- | --------- | --------- |
| 400 mètres | 51 s 41     | Barcelone | août 1992 |